# Jean Henri Schnitzler
Pour les articles homonymes, voir Schnitzler.
Jean-Henri Schnitzler, également connu sous le nom de Johann Heinrich Schnitzler, né le 1er juin 1802 à Strasbourg, décédé le 19 novembre 1871 à Strasbourg, était un historien français et un statisticien.
Schnitzler fut entre 1823 et 1828 professeur particulier en Russie et devint plus tard professeur au séminaire protestant de Strasbourg, d'où la rue Jean-Henri Schnitzler nommée d'après lui dans cette même ville.

## Liste des œuvres
- Notice sur les principaux tableaux du musée Impériale de l'Ermitage (1828)
- Essai d'une statistique générale de l'empire de Russie (1829)
- Statistique générale, méthodique et complète de la France (4 vol., 1846, primé par l'Institut de France)
- Histoire intime de la Russie sous les empereurs Alexandre et Nicolas (2 vol., 1847)
- La Russie ancienne et moderne, histoire, description, mœurs (Seconde édition 1854)
- L'empire des tsars au point actuel de la science (3 vol., 1856-66)
- Les institutions de la Russie depuis les réformes de l'empereur Alexandre II (2 vol., 1867)
- La Russie en 1812. Rostoptchine et Koutousof. Tableau de mœurs et essai de critique historique (1863)

## Source
- Traduction de l'article suédois Schnitzler Jean Henri